# Нар (грузинська літера)
Нар (груз. ნარ, [nar]), нарі (ნარი) — тринадцята літера грузинської абетки.
Вимовляється як /n/. За міжнародним стандартом ISO 9984 транслітерується як n.

## Історія
| Асомтаврулі | Нусхурі | Мхедрулі |
| ----------- | ------- | -------- |
|             |         |          |

## Юнікод
- Ⴌ : U+10AC
- ნ : U+10DC